# Get On the Good Foot (album)
Get On the Good Foot dvostruki je studijski album od američkog skladatelja, producenta i pjevača Jamesa Browna, objavljen u studenom 1972.g. od diskografske kuće "Polydor Records".

## Popis pjesama
1. "Get On the Good Foot" (5:35) [Brown/Wesley/Joe Mims]
2. "The Whole World Needs Liberation" (3:39) [Brown/Byrd]
3. "Your Love Was Good For Me" (3:14) [J. J. Barnes/W. Whisenhut]
4. "Cold Sweat" [novi snimak] (2:49) [Brown/Alfred Ellis]
5. Recitacija od Hanka Ballarda (5:53) [Brown/Hank Ballard]
6. "I Got A Bag of My Own" (3:30) [Brown]
7. "Nothing Beats A Try But A Fail" (3:07) [Brown]
8. "Lost Someone" [novi snimak] (3:55) [Brown/Byrd/Lloyd Stallworth]
9. "Funky Side of Town" (7:43) [Brown]
10. "Please, Please" [novi snimak] (12:17) [Brown]
11. "Ain't It A Groove" (2:06) [Brown/Nat Jones]
12. "My Part/Make It Funky" (dijelovi 3 & 4) (5:12) [Brown/Bobbit]
13. "Dirty Harri" (6:14) [Brown]
14. "I Know It's True" (bonus skladba na CD reizdnju iz 1992.g.) (4:06)

## Produkcija
- Producent - James Brown
- Aranžer - James Brown u skladbama 1, 2, 5, 9, 10, 12 i 13
- Aranžer - Sammy Lowe u skladbama 3 i 8
- Aranžer - Dave Matthews u skladbama 4, 6, 7 i 11